# Адольфо Баутіста
Адольфо Баутіста (ісп. Adolfo Bautista; нар. 15 травня 1979, Долорес-Ідальго) — мексиканський футболіст, нападник клубу «Чикаго Мустангс».
Виступав, зокрема, за клуб «Гвадалахара», а також національну збірну Мексики.

## Клубна кар'єра

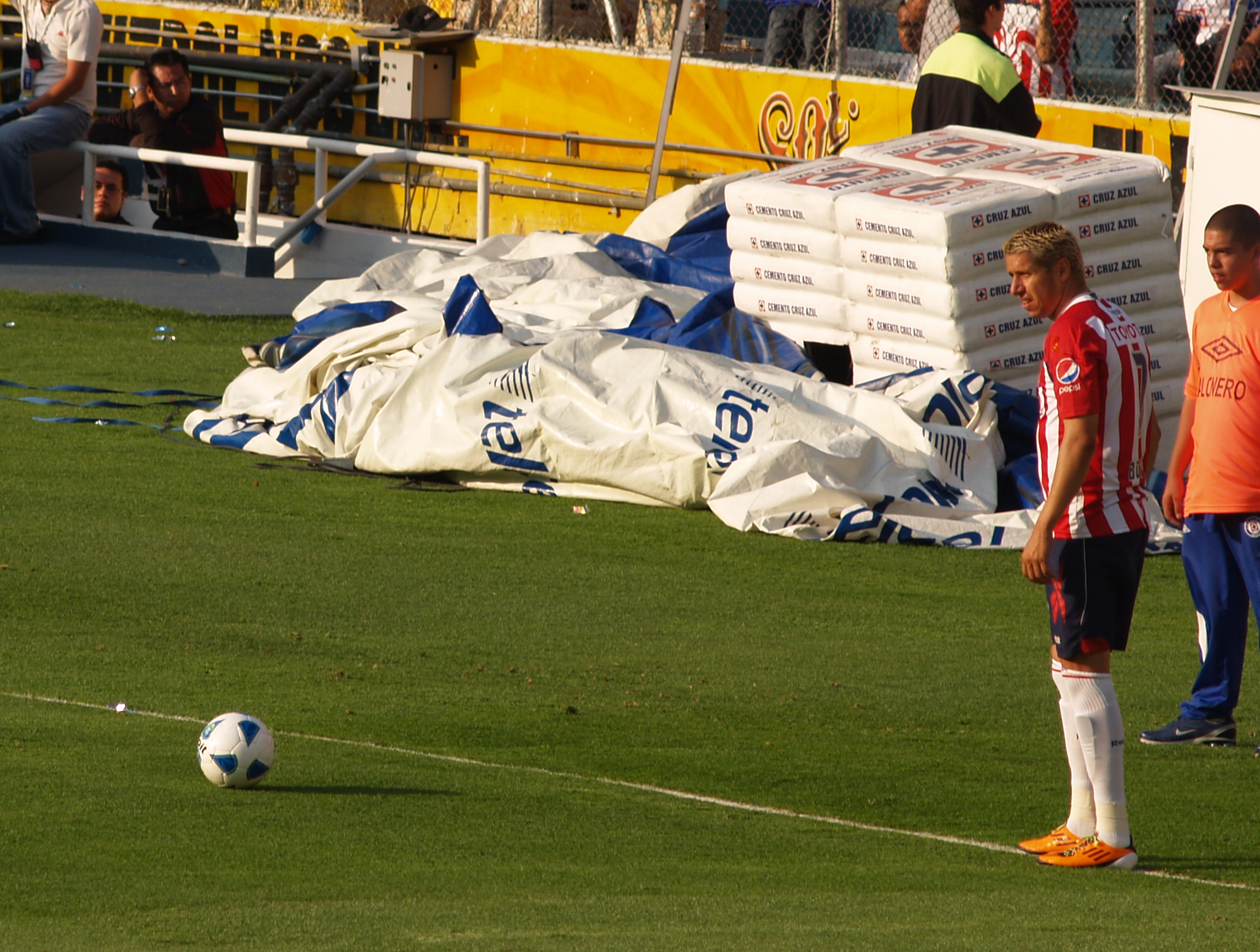
Адольфо Баутіста, 23 квітня 2011

У дорослому футболі дебютував 1998 року виступами за команду клубу «Естудіантес Текос», в якій провів чотири сезони, взявши участь у 70 матчах чемпіонату. 
Згодом з 2002 по 2003 рік грав у складі команд клубів «Монаркас» та «Пачука».
Своєю грою за останню команду привернув увагу представників тренерського штабу клубу «Гвадалахара», до складу якого приєднався 2004 року. Відіграв за команду з Гвадалахари наступні три сезони своєї ігрової кар'єри. Більшість часу, проведеного у складі «Гвадалахари», був основним гравцем атакувальної ланки команди.
Протягом 2007–2015 років захищав кольори клубів «Чьяпас», «Гвадалахара», «Керетаро», «Атлетіко Сан Луїс», «Чівас США» та «Корас».
До складу клубу «Чикаго Мустангс» приєднався 2015 року. Відтоді встиг відіграти за нього 11 матчів в національному чемпіонаті.

## Виступи за збірну
2002 року дебютував в офіційних матчах у складі національної збірної Мексики. Наразі провів у формі головної команди країни 38 матчів, забивши 11 голів.
У складі збірної був учасником розіграшу Золотого кубка КОНКАКАФ 2002 року у США, розіграшу Кубка Америки 2004 року у Перу, розіграшу Кубка Америки 2007 року у Венесуелі, на якому команда здобула бронзові нагороди, розіграшу Золотого кубка КОНКАКАФ 2007 року у США, де разом з командою здобув «срібло», чемпіонату світу 2010 року у ПАР.

## Титули й досягнення
- Срібний призер Золотого кубка КОНКАКАФ: 2007
- Бронзовий призер Кубка Америки: 2007